# أفريبول
الأفريبول (بالإنجليزية: Afrirpol أو African  Criminal Police Organization)‏ أو منظمة الشرطة الجنائية الإفريقية، هي منظمة تسهل تبادل المعلومات بين قوات الشرطة الوطنية بخصوص الجريمة الدولية والارهاب والمخدرات والاتجار بالأسلحة، في أفريقيا، هي أكبر منظمة شرطة في القارة الإفريقية أنشئت يوم 13 ديسمبر 2015 في الجزائر مكونة من قوات الشرطة لـ41 دولة، ومقرها الرئيسي في أعالي بن عكنون بالجزائر العاصمة. وللمنظمة خمسة لغات رسمية هي:
- العربية
- الإنجليزية
- الفرنسية
- الإسبانية
- البرتغالية

## التاريخ
بدأت فكرة إنشائها خلال المؤتمر الإقليمي الأفريقي 22 للإنتربول والذي تم في الفترة من 10 إلى 12 سبتمبر 2013 بوهران والتي شهدت حضور بالإجماع لقادة الشرطة الأفارقة الواحد وأربعون.
بدعوة من الجزائر في شخص اللواء عبد الغني هامل عقد المؤتمر الأفريقي للمدراء والمفتشين العامين للشرطة حول الأفريبول يومي 10 و 11 فيفري 2014، وقد تمت ترجمة التطلعات المشروعة لمدراء الشرطة إلى واقع من خلال الاعتماد بالإجماع لإعلان الجزائر.
بمناسبة القمة 23 للاتحاد الأفريقي التي عقدت في مالابو في غينيا الاستوائية في الفترة من 20 إلى 27 جوان 2014 تم اعتماد ورقة الجزائر المتعلقة بالأفريبول من قبل قادة ورئساء الحكومات الأفارقة.

## طريقة العمل
تسمح بالتحدث بصوت واحد على الصعيد الدولي وتطويرالموقف الإفريقي المشترك في سبيل تفضيل الحلول الإفريقية وتفادي الوصفات المفروضة عليها، عمل أفريبول سيرتكز على التكوين وإعادة تأهيل أجهزة الشرطة ببعض البلدان الإفريقية التي تعاني نقصا في هذا المجال، وستلعب دورا أساسيا في بعثات السلم في القارة الإفريقية، و تسمح بتعزيز التعاون بين أفريقيا ومنظمة الإنتربول وأجهزة الشرطة في القارات الأخرى،